# Eleições estaduais no Paraná em 1994
As eleições estaduais no Paraná em 1994 ocorreram em 3 de outubro como parte das eleições gerais no Distrito Federal e em 26 estados. Foram eleitos o governador Jaime Lerner, a vice-governadora Emília Belinatti, e os senadores Roberto Requião e Osmar Dias, além de 30 deputados federais e 54 estaduais.

## Resultado da eleição para governador
Com informações extraídas do Tribunal Superior Eleitoral.
| Candidatos a governador do estado | Candidatos a vice-governador | Número | Coligação                                                    | Votação   | Percentual |
| --------------------------------- | ---------------------------- | ------ | ------------------------------------------------------------ | --------- | ---------- |
| Jaime Lerner PDT                  | Emília Belinati PDT          | 12     | Movimento Paraná Novos Caminhos (PDT, PTB, PSDB, PFL, PV)    | 2.070.970 | 54,85%     |
| Alvaro Dias PP                    | Maurício Fruet PMDB          | 39     | Movimento Democrático Popular (PP, PMDB, PPR, PMN)           | 1.455.648 | 38,55%     |
| Jorge Samek PT                    | Haroldo Ferreira PSB         | 13     | Frente Brasil Popular Paranaense (PT, PSB, PCdoB, PPS, PSTU) | 159.221   | 4,22%      |
| Rosemeri Kredens PRN              | Carlos Andrade PRN           | 36     | PRN (sem coligação)                                          | 37.437    | 0,99%      |
| Jaime Kreusch PRONA               | Isaul de Camargo PRONA       | 56     | PRONA (sem coligação)                                        | 20.222    | 0,54%      |
| José Antonio Cardoso PL           | Sale Wolokita PL             | 22     | PL (sem coligação)                                           | 17.522    | 0,46%      |
| Orlando Kulkamp PSD               | Eliseu Siebert PSD           | 41     | PSD (sem coligação)                                          | 14.809    | 0,39%      |
| Fontes:                           |                              |        |                                                              |           |            |

## Resultado da eleição para senador
Dados referentes apenas aos candidatos vencedores fornecidos pelo Tribunal Superior Eleitoral, com informações complementares do Senado Federal.
| Candidatos a senador da República | Candidatos a suplente de senador                          | Número | Coligação                                                    | Votação   | Percentual |
| --------------------------------- | --------------------------------------------------------- | ------ | ------------------------------------------------------------ | --------- | ---------- |
| Roberto Requião PMDB              | Nivaldo Krüger PMDB Léo de Almeida Neves PMDB             | 152    | Movimento Democrático Popular (PP, PMDB, PMN)                | 2.301.209 | 35,62%     |
| Osmar Dias PP                     | Wagner Bustolo Pacheco PP Pedro Segundo Seleme PP         | 392    | Movimento Democrático Popular (PP, PMDB, PMN)                | 1.449.698 | 22,44%     |
| Tony Garcia PRN                   | Renato Rodrigues PL Laércio Carlos Cardoso PSC            | 362    | Aliança Democrata Cristã (PRN, PL, PSC, PSD, PRP)            | 896.511   | 13,88%     |
| José Carlos Gomes de Carvalho PTB | Joaquim dos Santos Filho PFL Amilton Adamy Krames PTB     | 143    | Movimento Paraná Novos Caminhos (PDT, PTB, PSDB, PFL, PV)    | 695.887   | 10,77%     |
| Hélio Duque PSDB                  | Juarez Alberto Dietrich PSDB Alvaro Apolloni Neumann PSDB | 452    | Movimento Paraná Novos Caminhos (PDT, PTB, PSDB, PFL, PV)    | 457.367   | 7,08%      |
| Pedro Tonelli PT                  | José Ferreira Lopes PCdoB Moacyr Reis Ferraz PPS          | 132    | Frente Brasil Popular Paranaense (PT, PSB, PCdoB, PPS, PSTU) | 317.764   | 4,92%      |
| Borges da Silveira PPR            | Luiz Antônio Fayet PPR Sabino Picolo PPR                  | 113    | PPR (sem coligação)                                          | 202.320   | 3,13%      |
| Flamínio de Oliveira Rangel PSTU  | Luís Almeida Tavares PSTU Laide Hack Nunes PSTU           | 162    | Frente Brasil Popular Paranaense (PT, PSB, PCdoB, PPS, PSTU) | 80.524    | 1,25%      |
| Iran Getuli Zanini Longhi PRONA   | Mauro Araújo Brandão PRONA Maria de Lourdes Dalri PRONA   | 562    | PRONA (sem coligação)                                        | 59.551    | 0,90%      |
| Fontes:                           |                                                           |        |                                                              |           |            |

## Deputados federais eleitos
São relacionados os candidatos eleitos com informações complementares da Câmara dos Deputados.

Representação eleita
  PFL: 6
  PP: 6
  PMDB: 5
  PTB: 4
  PT: 3
  PDT: 2
  PPR: 2
  PSDB: 1
  PCdoB: 1

Fonteː
| Deputados federais eleitos | Partido | Votação | Percentual | Cidade onde nasceu | Unidade federativa |
| Max Rosenmann              | PMDB    | 90.324  |            | Curitiba           | Paraná             |
| Reinhold Stephanes         | PFL     | 76.956  |            | Porto União        | Santa Catarina     |
| Paulo Cordeiro             | PTB     | 68.908  |            | Irati              | Paraná             |
| Maurício Requião           | PMDB    | 65.857  |            | Curitiba           | Paraná             |
| Homero Oguido              | PMDB    | 60.732  |            | Londrina           | Paraná             |
| Dilceu Sperafico           | PP      | 51.157  |            | Santa Rosa         | Rio Grande do Sul  |
| Luciano Pizzato            | PFL     | 55.021  |            | Curitiba           | Paraná             |
| Ricardo Barros             | PFL     | 54.049  |            | Maringá            | Paraná             |
| Odílio Balbinotti          | PDT     | 51.773  |            | Gaurama            | Rio Grande do Sul  |
| Luiz Carlos Hauly          | PP      | 51.329  |            | Cambé              | Paraná             |
| Basílio Villani            | PPR     | 47.748  |            | Bauru              | São Paulo          |
| Abelardo Lupion            | PFL     | 44.783  |            | Curitiba           | Paraná             |
| José Janene                | PP      | 44.538  |            | Santo Inácio       | São Paulo          |
| Elias Abraão               | PMDB    | 43.953  |            | Franca             | São Paulo          |
| José Borba                 | PTB     | 42.923  |            | Mandaguari         | Paraná             |
| Valdomiro Meger            | PP      | 42.929  |            | Rio Azul           | Paraná             |
| Afonso Camargo             | PPR     | 42.845  |            | Curitiba           | Paraná             |
| Renato Johnsson            | PP      | 42.740  |            | Curitiba           | Paraná             |
| Flávio Arns                | PSDB    | 42.507  |            | Curitiba           | Paraná             |
| Hermes Parcianello         | PMDB    | 42.459  |            | Goioerê            | Paraná             |
| Fernando Ribas Carli       | PDT     | 37.144  |            | Guarapuava         | Paraná             |
| Nelson Meurer              | PP      | 35.934  |            | Bom Retiro         | Santa Catarina     |
| Ricardo Gomyde             | PCdoB   | 35.350  |            | Ibaiti             | Paraná             |
| Vilson Santini             | PTB     | 47.857  |            | Prudentópolis      | Paraná             |
| Antônio Ueno               | PFL     | 30.068  |            | Uraí               | São Paulo          |
| Werner Wanderer            | PFL     | 32.920  |            | Concórdia          | Santa Catarina     |
| João Iensen                | PTB     | 31.308  |            | Curitiba           | Paraná             |
| Paulo Bernardo             | PT      | 20.459  |            | São Paulo          | São Paulo          |
| Padre Roque                | PT      | 19.790  |            | Santo Cristo       | Rio Grande do Sul  |
| Nedson Micheleti           | PT      | 19.439  |            | Rolândia           | Paraná             |
| Fontes:                    |         |         |            |                    |                    |

## Deputados estaduais eleitos
Representação eleita
  PMDB: 12
  PP: 10
  PDT: 9
  PFL: 6
  PTB: 6
  PT: 5
  PSDB: 3
  PPR: 2
  PSC: 1

Fonteː
| Número  | Deputados estaduais eleitos | Partido | Votação | Percentual | Cidade onde nasceu    | Unidade federativa |
| 25190   | Carlos Xavier Simões        | PFL     | 95.357  | 2,98%      | Verê                  | Paraná             |
| 14129   | Luiz Carlos Alborghetti     | PTB     | 65.345  | 2,04%      | Andradina             | São Paulo          |
| 12140   | Algaci Tulio                | PDT     | 47.075  | 1,47%      | Rio Branco do Sul     | Paraná             |
| 14200   | Marquinhos Alves            | PTB     | 44.769  | 1,40%      | Maringá               | Paraná             |
| 15130   | Orlando Pessuti             | PMDB    | 44.399  | 1,39%      | Califórnia            | Paraná             |
| 15152   | Durval Mattos do Amaral     | PMDB    | 39.050  | 1,22%      | Londrina              | Paraná             |
| 12133   | Antonio Belinati            | PDT     | 37.547  | 1,17%      | Campo Grande          | Mato Grosso do Sul |
| 14128   | Aníbal Khury                | PTB     | 36.978  | 1,16%      | Curitiba              | Paraná             |
| 15156   | Cleiton Kielse              | PMDB    | 36.861  | 1,15%      | Curitiba              | Paraná             |
| 15178   | Nereu Moura                 | PMDB    | 35.618  | 1,11%      | São João              | Paraná             |
| 15101   | Renato Guimarães Adur       | PMDB    | 33.315  | 1,04%      | São Mateus do Sul     | Paraná             |
| 15170   | Ricardo Chab                | PMDB    | 32.709  | 1,02%      | Santa Isabel do Ivaí  | Paraná             |
| 39180   | Albanor Zezé Gomes          | PP      | 32.396  | 1,01%      | Curitiba              | Paraná             |
| 15107   | Caíto Quintana              | PMDB    | 30.656  | 0,96%      | Santo Augusto         | Rio Grande do Sul  |
| 39101   | Duílio Genari               | PP      | 29.781  | 0,93%      | Veranópolis           | Rio Grande do Sul  |
| 25200   | Nelson Garcia               | PFL     | 29.486  | 0,92%      | Rolândia              | Paraná             |
| 12120   | Luiz Carlos Martins         | PDT     | 28.990  | 0,91%      | Bilac                 | São Paulo          |
| 15255   | José Maria Ferreira         | PMDB    | 28.256  | 0,88%      | Uraí                  | Paraná             |
| 25101   | Reny Signorini Borsatto     | PFL     | 27.685  | 0,86%      | Soledade              | Rio Grande do Sul  |
| 15126   | Celso Samis da Silva        | PMDB    | 26.218  | 0,82%      | Foz do Iguaçu         | Paraná             |
| 12222   | Luiz Carlos Zuk             | PDT     | 25.819  | 0,81%      | Ponta Grossa          | Paraná             |
| 15110   | Antônio Toti Colaço Vaz     | PMDB    | 25.210  | 0,79%      | Irati                 | Paraná             |
| 45155   | Edgar Bueno                 | PSDB    | 24.871  | 0,78%      | Marcelino Ramos       | Rio Grande do Sul  |
| 14110   | Hermas Brandão              | PTB     | 24.851  | 0,78%      | Campinas              | São Paulo          |
| 39138   | Irondi Pugliesi             | PP      | 24.851  | 0,78%      | Apucarana             | Paraná             |
| 25155   | Elio Rusch                  | PFL     | 24.306  | 0,76%      | Crissiumal            | Rio Grande do Sul  |
| 12123   | Luiz Accorsi                | PDT     | 23.874  | 0,75%      | São Paulo             | São Paulo          |
| 14111   | Nelson Justus               | PTB     | 23.627  | 0,74%      | Curitiba              | Paraná             |
| 12150   | Edno Guimarães              | PDT     | 23.548  | 0,74%      | Lavínia               | São Paulo          |
| 15127   | José Tavares da Silva Neto  | PMDB    | 23.384  | 0,73%      | Bela Vista do Paraíso | Paraná             |
| 39113   | Geraldo Cartário Ribeiro    | PP      | 23.128  | 0,72%      | Mandirituba           | Paraná             |
| 12160   | Valdir Rossoni              | PDT     | 22.769  | 0,71%      | Palmas                | Paraná             |
| 39111   | Antônio Annibelli           | PP      | 22.552  | 0,70%      | São Paulo             | São Paulo          |
| 15111   | Luiz Claudio Romanelli      | PMDB    | 22.350  | 0,70%      | Londrina              | Paraná             |
| 14101   | Eduardo Lacerda Trevisan    | PTB     | 22.187  | 0,69%      | Bauru                 | São Paulo          |
| 12234   | Miltinho Pupio              | PDT     | 21.518  | 0,67%      | Jandaia do Sul        | Paraná             |
| 45123   | Beto Richa                  | PSDB    | 21.271  | 0,66%      | Londrina              | Paraná             |
| 25110   | Plauto Miró                 | PFL     | 21.080  | 0,66%      | Ponta Grossa          | Paraná             |
| 20120   | Jocelito Canto              | PSC     | 20.359  | 0,64%      | Passo Fundo           | Rio Grande do Sul  |
| 25103   | Basílio Zanusso             | PFL     | 19.929  | 0,62%      | José Bonifácio        | São Paulo          |
| 12215   | Nelson Tureck               | PDT     | 19.567  | 0,61%      | Rio Negrinho          | Santa Catarina     |
| 45234   | Cezar Silvestri             | PSDB    | 19.528  | 0,61%      | Guarapuava            | Paraná             |
| 39244   | Sérgio Spada                | PP      | 19.375  | 0,61%      | Planalto              | Rio Grande do Sul  |
| 39131   | Augustinho Zucchi           | PP      | 18.622  | 0,58%      | Pato Branco           | Paraná             |
| 39222   | Joel Geraldo Coimbra        | PP      | 18.506  | 0,58%      | Muriaé                | Minas Gerais       |
| 39150   | Neivo Beraldin              | PP      | 17.129  | 0,54%      | Erechim               | Rio Grande do Sul  |
| 39110   | Édson Silva Lino            | PP      | 16.873  | 0,53%      | Grandes Rios          | Paraná             |
| 11117   | João Techy Filho            | PPR     | 12.392  | 0,39%      | Prudentópolis         | Paraná             |
| 11111   | Cesar Seleme                | PPR     | 12.026  | 0,38%      | Ituporanga            | Santa Catarina     |
| 13233   | Émerson José Nerone         | PT      | 11.960  | 0,37%      | Guarapuava            | Paraná             |
| 13213   | Irineu Colombo              | PT      | 11.617  | 0,36%      | Medianeira            | Paraná             |
| 13166   | Dr. Rosinha                 | PT      | 10.665  | 0,33%      | Rolândia              | Paraná             |
| 13115   | Péricles de Mello           | PT      | 10.145  | 0,32%      | Ponta Grossa          | Paraná             |
| 13222   | Angelo Vanhoni              | PT      | 9.468   | 0,30%      | Paranaguá             | Paraná             |
| Fontes: |                             |         |         |            |                       |                    |